# Chlorotettix septempunctus
Chlorotettix septempunctus är en insektsart som beskrevs av Rauno E. Linnavuori och Delong 1979. Chlorotettix septempunctus ingår i släktet Chlorotettix och familjen dvärgstritar. Inga underarter finns listade i Catalogue of Life.